# Cornélie Jeanne Louise Mathilde Sickinghe
Jkvr. Cornélie Jeanne Louise Mathilde (Corinne) de Beaufort-Sickinghe ('s-Gravenhage, 3 februari 1923 – 's-Gravenhage, 10 april 2021) was een Nederlandse publiciste. Ze was de gouvernante van de prinsessen Beatrix en Irene.

## Biografie
Sickinghe is een telg uit het oud-adellijke geslacht Sickinghe. Zij was een dochter van jhr. Duco Wilhelm Sickinghe (1888-1983); officier en ordonnansofficier van koningin Wilhelmina (1919-1925) en jkvr. Wilhelmine Jeanne Marie Elisabeth Radermacher Schorer (1895-1965); telg uit het geslacht Schorer. Toen zij werd geboren was haar vader hofdienaar. Ze studeerde eerst MO Frans, en op 29 september 1950 studeerde ze cum laude af in de Romaanse talen aan de Rijksuniversiteit Leiden. Na haar studie werd ze diezelfde maand aangezocht door koningin Juliana om haar twee oudste dochters te helpen bij hun huiswerk, met name met het Frans. Ze zou tot 1953, tot aan haar huwelijk, die functie vervullen.
De Beaufort-Sickinghe trouwde in 1953 met jhr. mr. Arnout Jan de Beaufort (1912-1966), burgemeester van Markelo. Bij haar huwelijk waren de twee prinsessen Beatrix en Irene bruidsmeisjes. Vanaf 1950 vergezelde Sickinghe ook regelmatig de koninklijke familie tijdens vakanties en bij andere gelegenheden. Vanwege haar huwelijk werd haar taak overgenomen per 1 maart 1953 door drs. Eléonore Françoise Mees (1919-2000). Uit haar huwelijk werden vier kinderen geboren, onder wie prof. jkvr. dr. Inez de Beaufort en jhr. mr. Frans de Beaufort, directeur bij AEGON, vriend van en getuige bij het kerkelijk huwelijk van prins Willem-Alexander (die ceremoniemeester was bij het huwelijk van De Beaufort) en peetvader van prinses Alexia.
Tussen 1980 en 1985 was De Beaufort-Sickinghe voorzitter van het Fonds Dr. Catharine van Tussenbroek (dat in 1926 was opgericht om de wetenschappelijke ontplooiing van vrouwen te bevorderen). Van 1986-1989 was zij vice-voorzitter van de International Federation of University Women te Genève.
Vanaf 1990 werkte jkvr. drs. Corinne de Beaufort-Sickinghe (tot 2008) aan redactionele of vertaalwerkzaamheden mee van uitgaven uit met name Afrika. Sinds 1997 is zij Ridder in de Orde van Oranje-Nassau.
Ze overleed in 2021 op 98-jarige leeftijd.

### Eigen werk
- De schildpad als spiegel. Naarden-Vesting, [2002].

### Vertalingen
- Spreekwoorden, raadsels en bijgeloof uit het Swahili. Naarden, [2008].
- Quechua verhalen uit de Andes. Den Helder, 2004.
- Türkiyenin ve Farsçanın masalları. Verhalen uit Turkije en Perzië. Parijs, [ca. 1992].
- Hadithi za wanyama kutoka Tanzania. Dierenverhalen uit Tanzania. 14 dierenverhalen. Parijs, [1990].

### Redactie
- Kinderliedjes uit Afrika. Den Helder, [1999].
- Genese. Ontstaansverhalen uit vijf continenten vertaald en bewerkt. Den Helder, 1997.

## Galerij

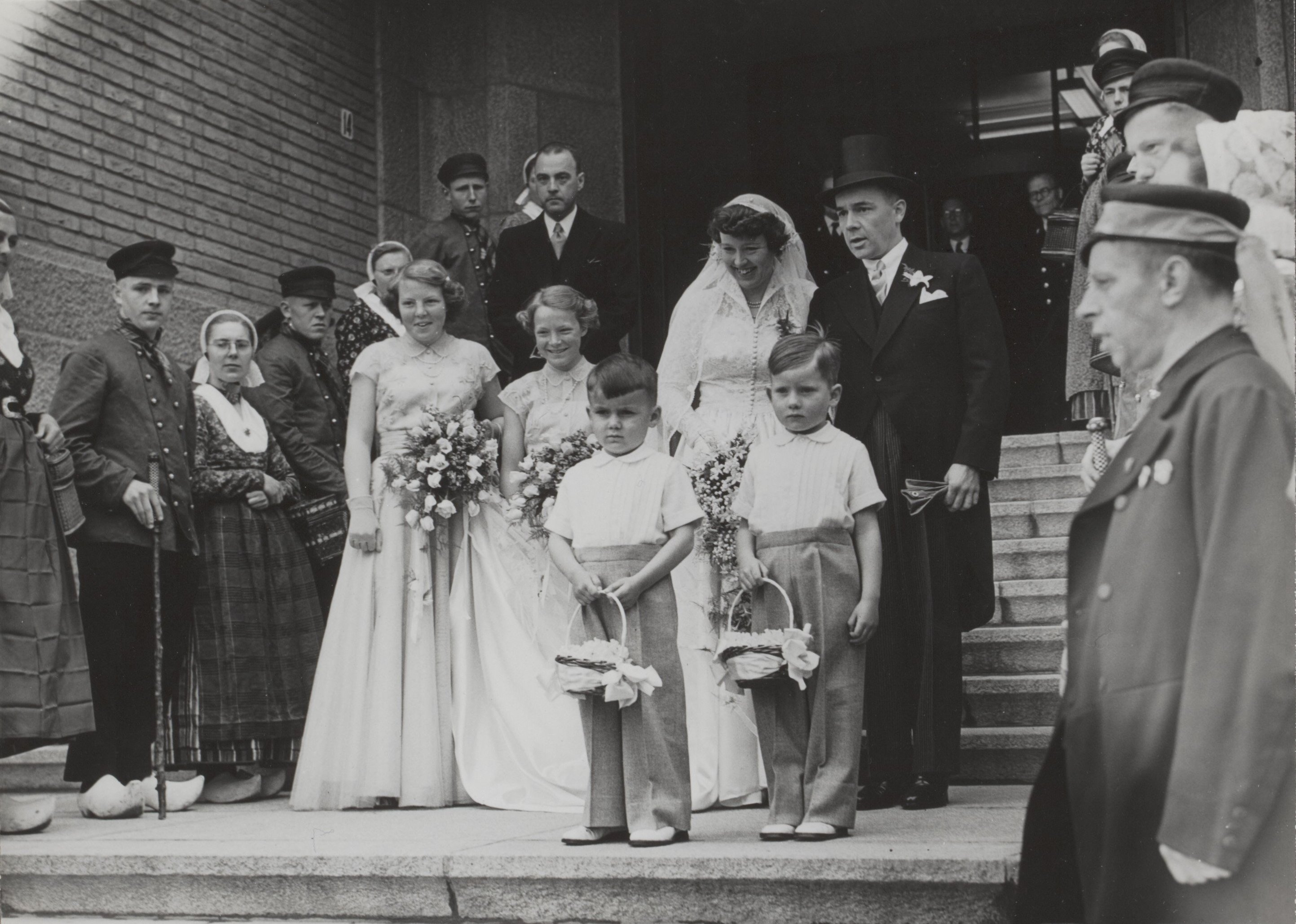
Prinses Beatrix en Irene als bruidsmeisjes bij het huwelijk van Sickinghe en de Beaufort
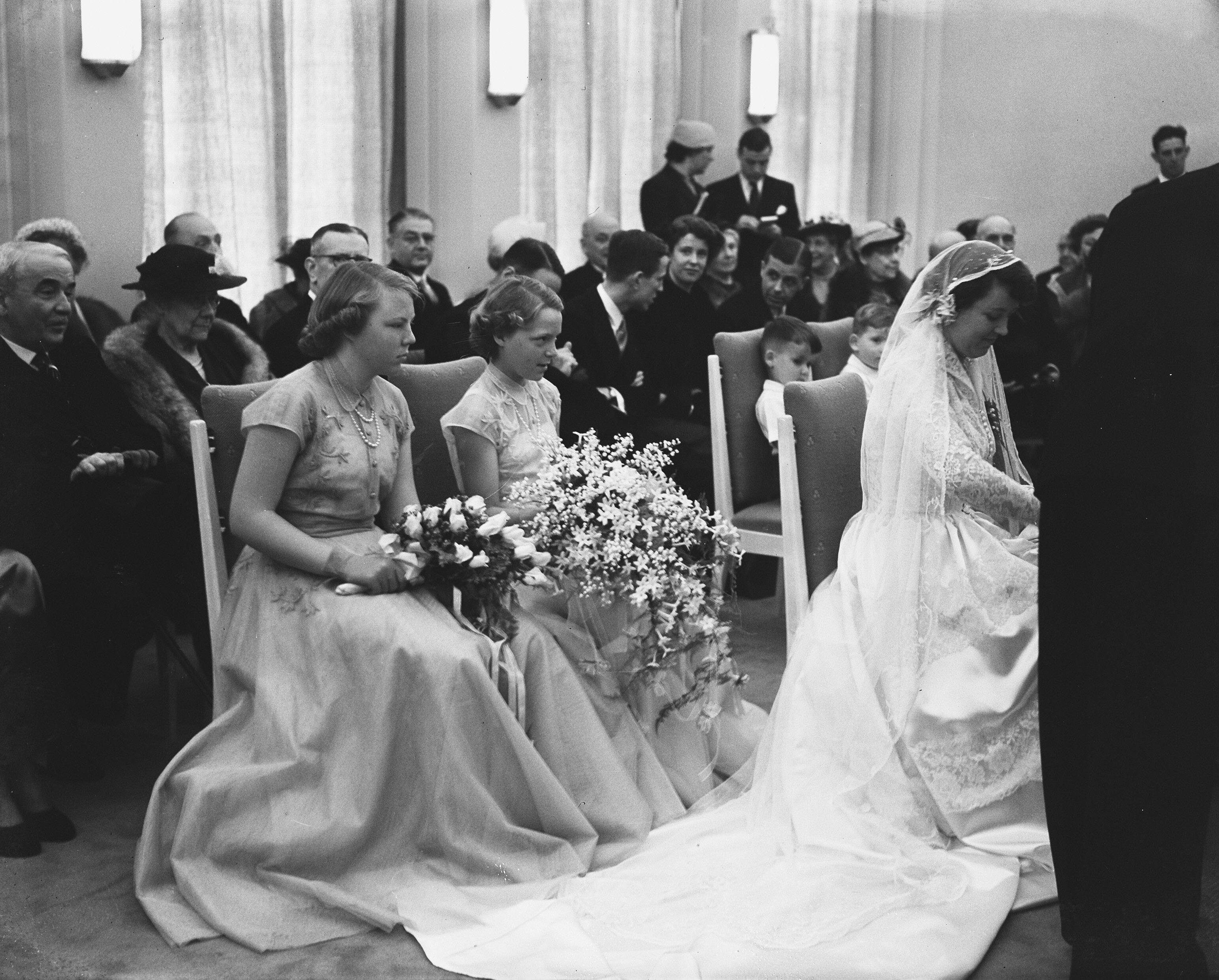
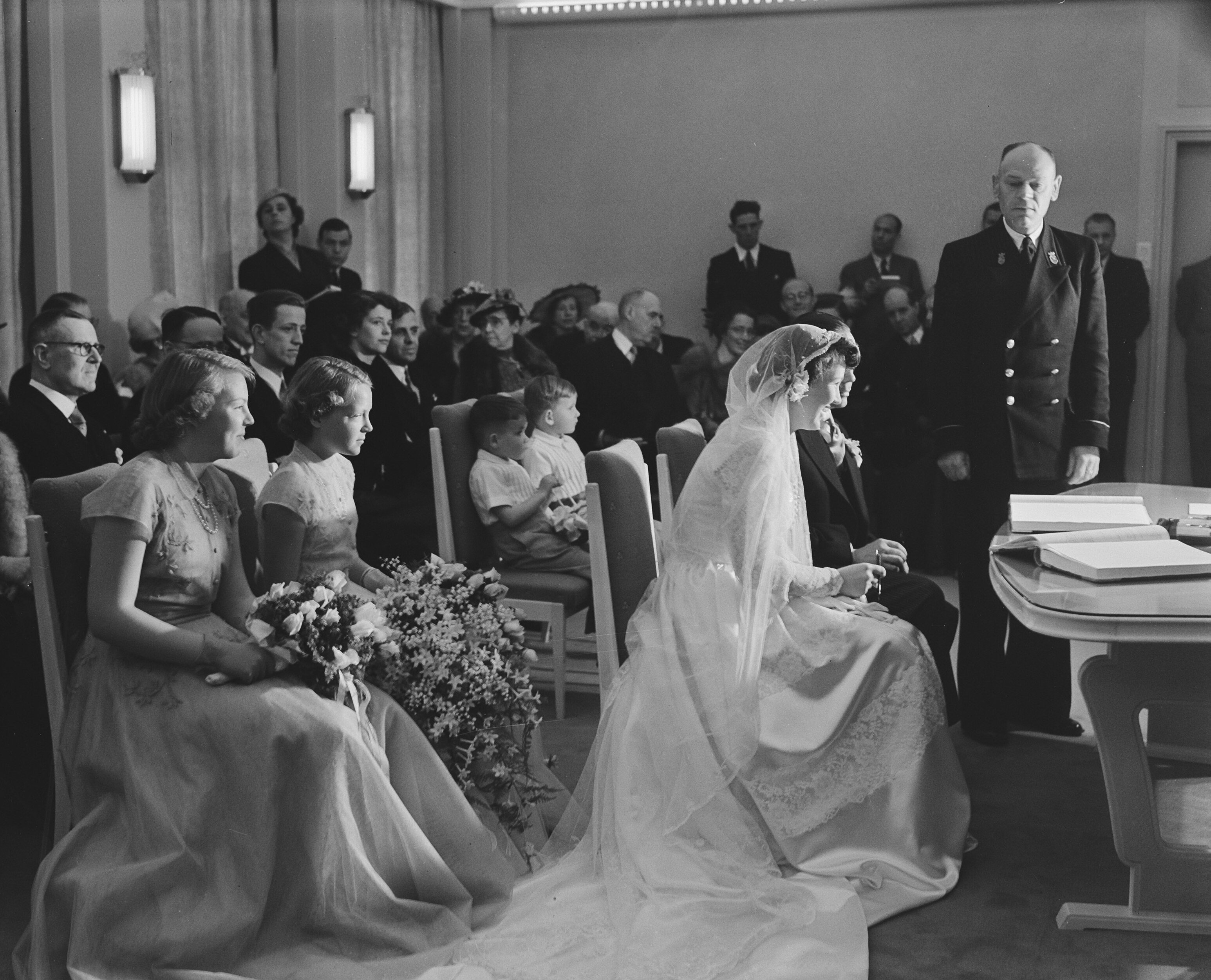
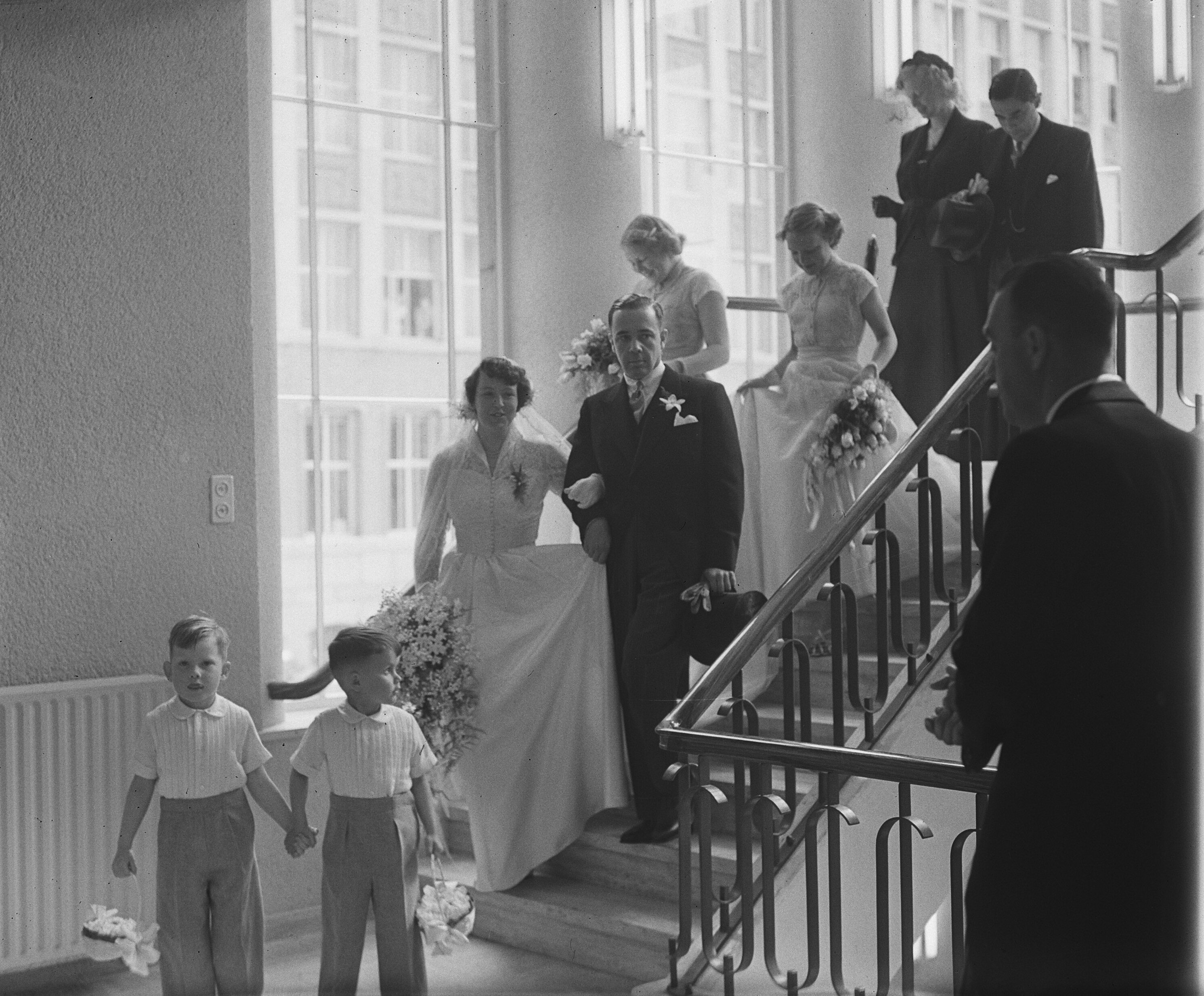
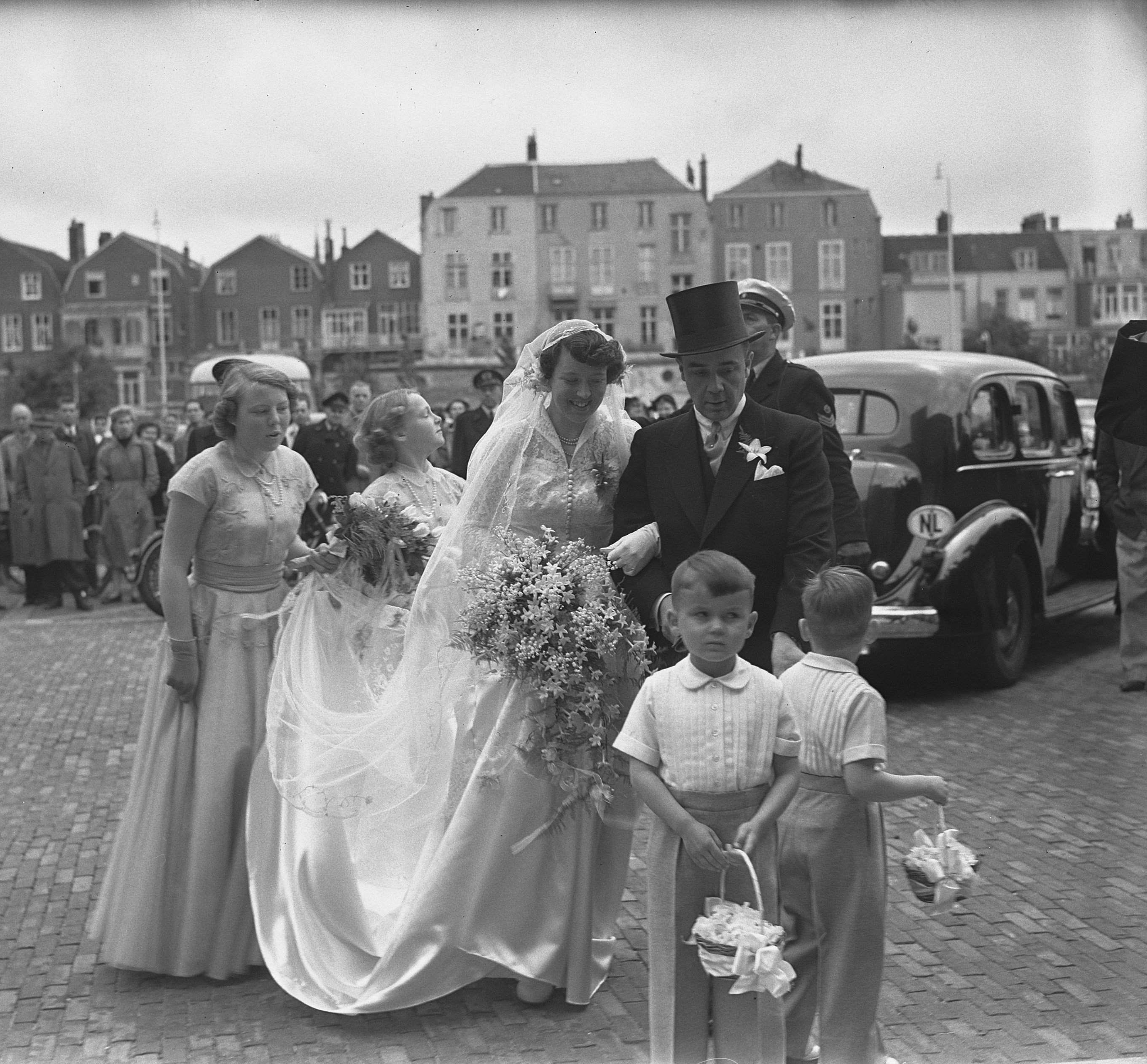
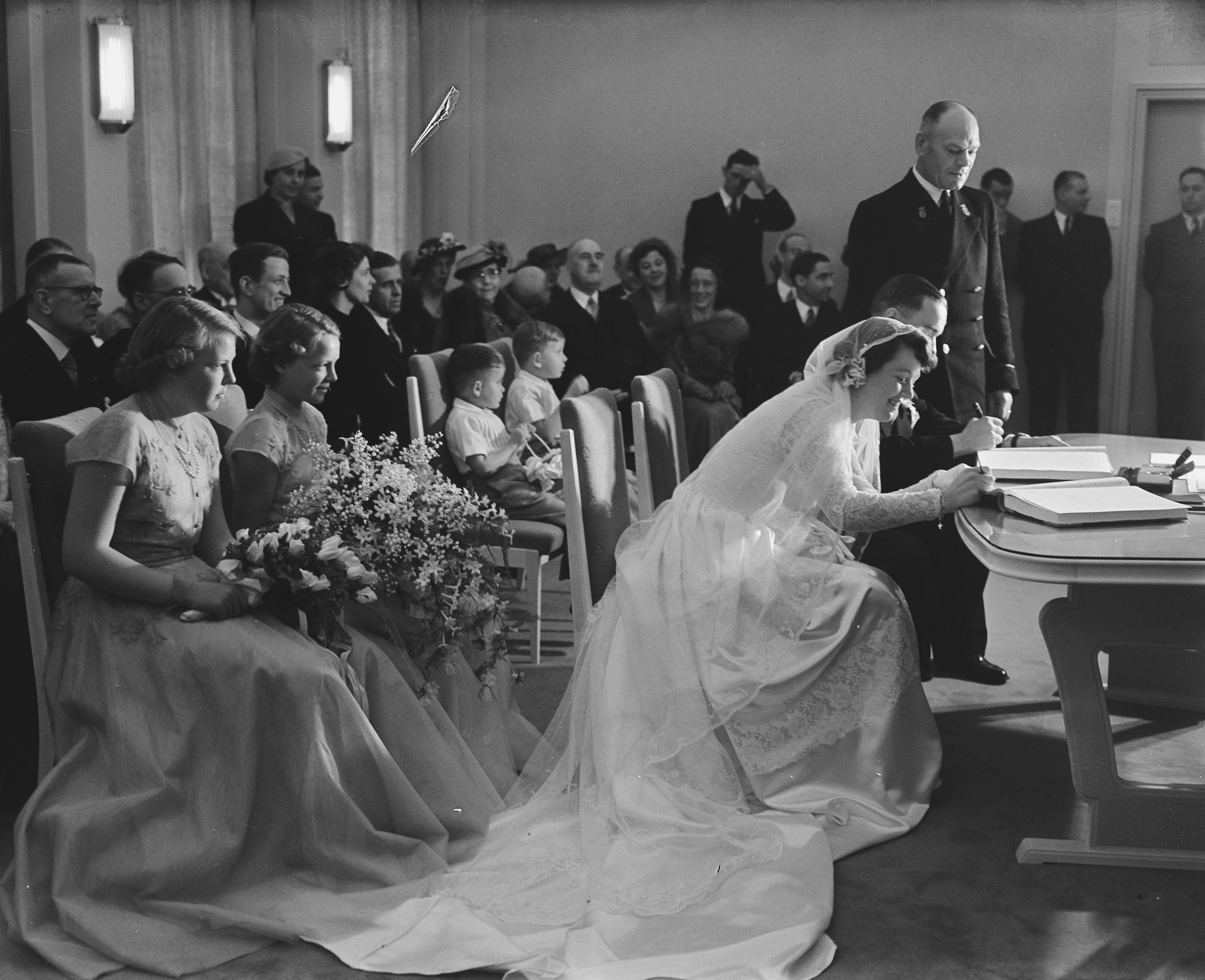
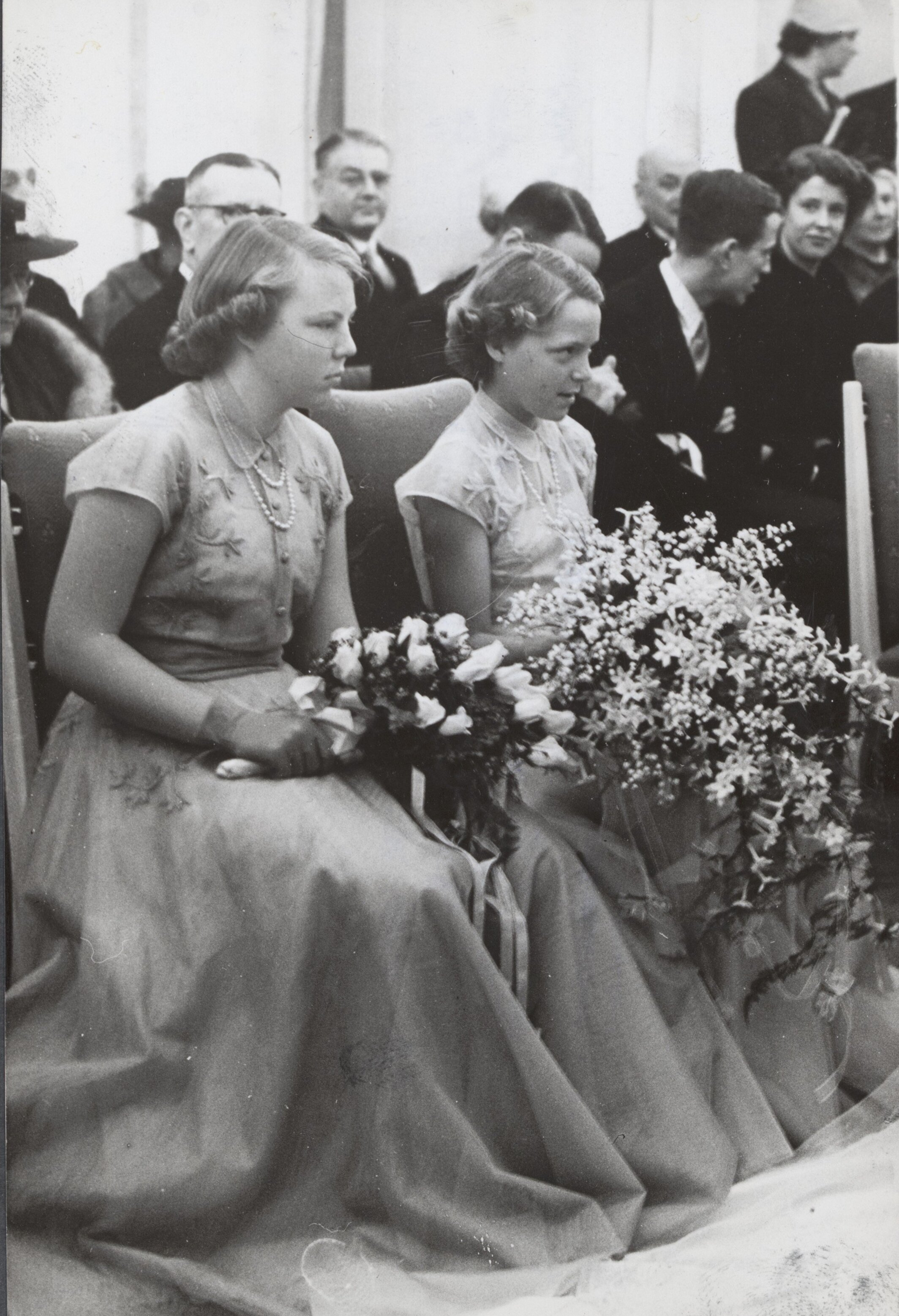
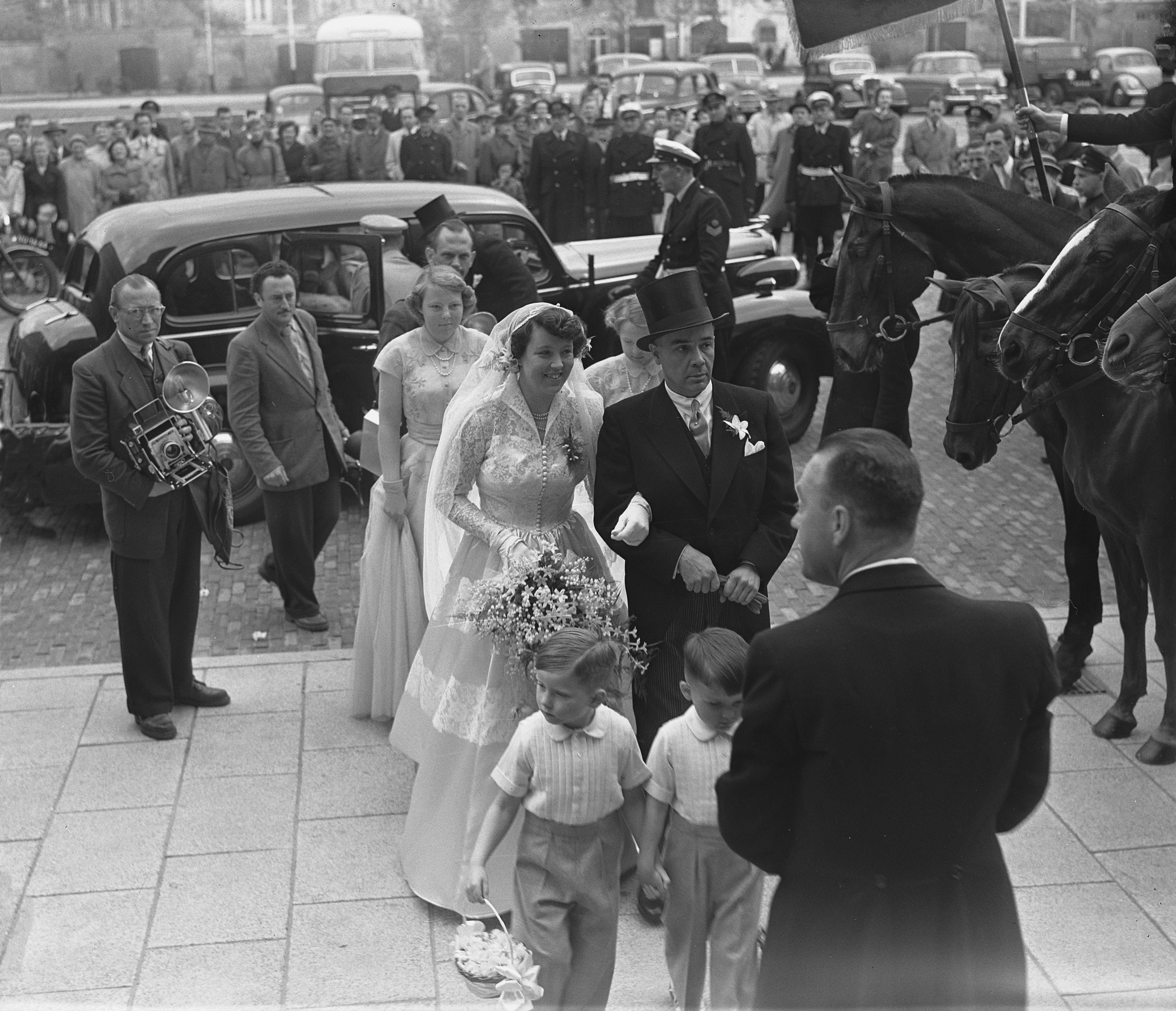
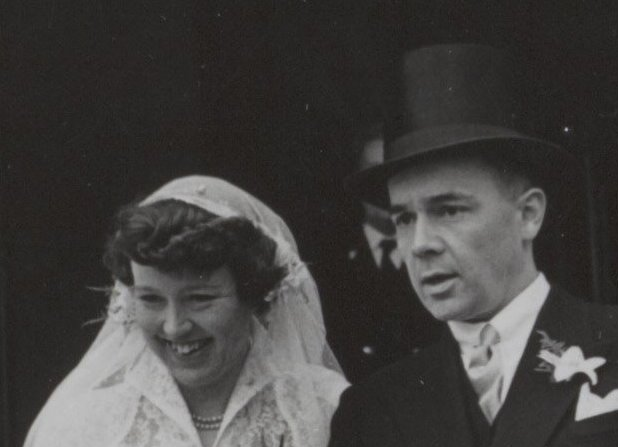

- International Standard Name Identifier: 0000 0003 8767 9871
- Nederlandse Thesaurus van Auteursnamen: 094825777
- Virtual International Authority File: 280621951
- WorldCat: E39PBJdcydg9VpM8pTCmc9yrv3